# Glenn Ferguson
Glenn William Ferguson (Lurgan, 10 luglio 1969) è un ex calciatore nordirlandese.

## Biografia
Nacque nell'Ulster Hospital Dundonald. Figlio di Thomas e Ida Ferguson. Era il più giovane dei loro tre figli.

## Carriera

### Giocatore

#### Nazionale
Ha giocato 5 partite con la sua Nazionale maggiore senza segnare gol, nella Nazionale B ha collezionato invece 2 presenze sempre senza segnare nessun gol.

### Allenatore
Inizia la sua carriera da allenatore nel 2012 nel Ballymena United Football Club.

## Statistiche

### Cronologia presenze e reti in nazionale
| Cronologia completa delle presenze e delle reti in nazionale ― Irlanda del Nord | Cronologia completa delle presenze e delle reti in nazionale ― Irlanda del Nord | Cronologia completa delle presenze e delle reti in nazionale ― Irlanda del Nord | Cronologia completa delle presenze e delle reti in nazionale ― Irlanda del Nord | Cronologia completa delle presenze e delle reti in nazionale ― Irlanda del Nord | Cronologia completa delle presenze e delle reti in nazionale ― Irlanda del Nord | Cronologia completa delle presenze e delle reti in nazionale ― Irlanda del Nord | Cronologia completa delle presenze e delle reti in nazionale ― Irlanda del Nord |
| Data                                                                            | Città                                                                           | In casa                                                                         | Risultato                                                                       | Ospiti                                                                          | Competizione                                                                    | Reti                                                                            | Note                                                                            |
| ------------------------------------------------------------------------------- | ------------------------------------------------------------------------------- | ------------------------------------------------------------------------------- | ------------------------------------------------------------------------------- | ------------------------------------------------------------------------------- | ------------------------------------------------------------------------------- | ------------------------------------------------------------------------------- | ------------------------------------------------------------------------------- |
| 27-4-1999                                                                       | Belfast                                                                         | Irlanda del Nord                                                                | 1 – 1                                                                           | Canada                                                                          | Amichevole                                                                      | -                                                                               | 73’                                                                             |
| 28-2-2001                                                                       | Belfast                                                                         | Irlanda del Nord                                                                | 0 – 4                                                                           | Norvegia                                                                        | Amichevole                                                                      | -                                                                               | 69’                                                                             |
| 24-3-2001                                                                       | Belfast                                                                         | Irlanda del Nord                                                                | 0 – 1                                                                           | Rep. Ceca                                                                       | Qual. Mondiali 2002                                                             | -                                                                               | 75’                                                                             |
| 2-6-2001                                                                        | Belfast                                                                         | Irlanda del Nord                                                                | 0 – 1                                                                           | Bulgaria                                                                        | Qual. Mondiali 2002                                                             | -                                                                               | 79’                                                                             |
| 6-6-2001                                                                        | Teplice                                                                         | Rep. Ceca                                                                       | 3 – 1                                                                           | Irlanda del Nord                                                                | Qual. Mondiali 2002                                                             | -                                                                               | 76’                                                                             |
| Totale                                                                          |                                                                                 | Presenze                                                                        | 5                                                                               |                                                                                 | Reti                                                                            | 0                                                                               |                                                                                 |

## Palmarès

### Giocatore

#### Club
- Campionato nordirlandese: 6

Linfield: 1999-2000, 2000-2001, 2003-2004, 2005-2006, 2006-2007, 2007-2008
- Irish Cup: 6

Glenavon: 1996-1997
Linfield: 2001-2002, 2005-2006, 2006-2007, 2007-2008
Lisburn Distillery: 2010-202011
- Irish Football League Cup: 4

Linfield: 1998-1999, 1999-2000, 2005-2006, 2007-2008
- Gold Cup: 2

Glenavon: 1990-1991, 1997-2098
- Floodlit Cup: 1

Glenavon: 1996-1997
- County Antrim Shield: 7

Glenavon: 1990-1991, 1995-1996
Linfield: 1997-1998, 2000-2001, 2003-2004, 2004-2005, 2005-2006
- Mid-Ulster Cup: 1

Glenavon: 1990-1991
- IFA Charity Shield: 2

Glenavon: 1992 (vittoria condivisa)
Linfield: 2000
- Setanta Sports Cup: 1

Linfield: 2005

#### Individuale
- Capocannoniere del campionato nordirlandese: 2[1]

1994-1995 (27 gol), 2003-2004 (25 gol)
- Ulster Footballer of the Year:3[2]

2001, 2004, 2006
- Northern Ireland Football Writers' Player of the Year: 3[3]

2001, 2004, 2006
- Northern Ireland PFA Player of the Year: 1[4]

1994

### Allenatore
- County Antrim Shield: 1

Ballymena United: 2012-2013